# Cartierul veseliei
Cartierul veseliei este un film românesc din 1965 regizat de Manole Marcus. Rolurile principale au fost interpretate de actorii Klára Sebők, Adrian Moraru, Tanți Cocea și Toma Caragiu.

## Distribuție
Distribuția filmului este alcătuită din:
- Klára Sebők — Elena Gheorghe („Lia”), fiica lui nea Gheorghe, țesătoare la Fibra Fină (menționată Maria Clara Sebök)
- Adrian Moraru — Vasile Dima, muncitor la Metalurgia Rahova, activist utecist, iubitul Liei
- Tanți Cocea — Rada, soția lui nea Gheorghe și mamă a cinci copii
- Toma Caragiu — Gheorghe Gheorghe („nea Gheorghe”), soțul Radei și tatăl a cinci copii, meșter la Metalurgia Rahova
- Ibolya Farkas — Cecilia, fata cârciumarului din Cartierul veseliei, nevasta lui Jean și amanta lui Gheorghe (menționată Viorica Farkas)
- Ilarion Ciobanu — Gheorghe, fiul lui nea Gheorghe, muncitor la Metalurgia Rahova
- Olga Tudorache — dra Henriette Rahova, fiica patronului uzinei
- Constantin Dinulescu — Vulcăneanu, inspector general al Siguranței Statului, politician legionar, logodnicul drei Rahova
- Ion Besoiu — Alexandru Pietraru, gazetar la ziarul de stânga Munca zilnică, fost coleg de facultate al lui Vulcăneanu
- Gheorghe Pătru — Jean, soțul Ceciliei, spărgător și criminal, condamnat la 5 ani de închisoare
- Matei Alexandru — Ion Barbu („nea Barbu”), muncitor la Metalurgia Rahova, prietenul lui nea Gheorghe
- Jean Lorin Florescu — Rahova, fiul patronului uzinei
- Willy Ronea — medicul obstetrician colaborator al Siguranței (menționat V. Ronea)
- Gheorghe Nuțescu — Mardare, maistru la Metalurgia Rahova
- Valeriu Valentineanu — Rahova, patronul uzinelor Metalurgia Rahova (menționat V. Valentineanu)
- Cătălina Pintilie — cântăreața de la cârciuma din Cartierul veseliei, iubita ziaristului Pietraru, activistă utecistă
- Constantin Stoica — Gheorghe III, fiul lui nea Gheorghe, ucenic la Metalurgia Rahova
- Nunuța Hodoș — mama muncitorului mort Dumitru Țoiu
- Mihai Mereuță — călăuza ziaristului Pietraru în lumea vagabonzilor de pe malul Dâmboviței
- Nelly Constantinescu
- Mircea Balaban
- Dan Nicolae
- Jana Gorea — Zița Panait, soția muncitorului mort Eftimie Panait
- Ina Don
- Petre Popa — Popa, comisar la Siguranța Statului
- Romulus Neacșu
- Zephi Alșec — membru al Consiliului de Administrație al uzinei Metalurgia Rahova
- Antoaneta Glodeanu
- Ernest Maftei — nea Alecu, muncitor tipograf la Munca zilnică
- Nicolae Praida — agent al Siguranței
- Emil Bozdogescu — Zambilă, ajutorul maistrului Mardare
- Sorin Postelnicu — Cozma, cântăreț la chitară, ucenic la Metalurgia Rahova
- Tudor Mărăscu
- Bucur Stan
- Călina Pandele
- Alexe Marcovici
- Vera Moisescu
- Tedy Dumitriu
- Tănase Gavril
- Paul Strahmuțchi
- Valeriu Popescu
- Dumitru Palade
- Marian Sabin
- Gabriela Furdui
- Gheorghe Șimonca
- Ricardo Colberti

## Primire
Filmul a fost vizionat de 2.958.592 de spectatori în cinematografele din România, după cum atestă o situație a numărului de spectatori înregistrat de filmele românești de la data premierei și până la data de 31 decembrie 2014 alcătuită de Centrul Național al Cinematografiei.